# Okcitanski jezik
Okcitanski jezik (provansalski, langue d'oc; ISO 639-3: oci) jedan od okcitanskih jezika, iberoromanski ogranak, koji se govore u departmanima južne Francuske, te u nekim dijelovima Španjolske i Italije, i u Monaku. Postoji 6 dijalekata overnjanski, gaskonjski, langedoški, limuzinski, provansalski i alpski ili alpinski. Uz okcitanski u oksitanske jezike pripadao je i danas izumrli Judeoprovansalski jezik, kojim su govorili Židovi. Poznat je kao jezik trubadura, a svoj procvat doživljava u razdoblju od 11. do 13. stoljeća kada se razvija u književni jezik. Nakon toga slijedi razdoblje propasti i odumiranja, ali unatoč svemu, i danas se uspio održati u govoru stanovnika ruralnih područja i visoko obrazovanih ljudi. Najpoznatiji trubadur koji ga je koristio je Viljam IX akvitanski.
Trubaduri su ostavili najveći trag u okcitanskom jeziku, a i danas je očuvano 2500 izvornih pjesama. U velikim gradovima poput Toulousea, Bordeauxa, Marseillea ne može se čuti okcitanski govor, no zbog bogate povijesti on se i danas njeguje.
I danas se njeguje književnost na okcitanskom jeziku, a među poznatijim piscima valja spomenuti Maxa Rouquettea, Roberta Laffonta, Bernarda Mancieta i Jeana Boudoua. Izdaju se i novine među kojima je tjednik La Setmana. Postoji mogućnost dvojezičnog školovanja (okcitanski - francuski) u posebnim školama koje nazivaju calandretas. U nekim gradovima možete naići i na dvojezične nazive ulica. 
Od 2. pol. 19. st. okcitanski je jezik bio snažno zatiran ondašnjom francuskom politikom (v. vergonha). Izvorni govornici okcitanskog jezika su 1860. godine, prije nego što je proglašeno obvezno školovanje na francuskom (1882.), predstavljali su više od 39% cijele francuske populacije, za razliku od 52% koji su govorili francuski,. 1920. udio im se smanjio na 26-36%. Udio im je postupno opao na manje od 7% godine 1993.

## Dijalekti
- 1) okcitanski jezik:
  - 1) alpski ili vivaro-alpski dijalekt. U Francuskoj i u Italiji (Piemont, Guardia Piemontese u Kalabriji).
  - 2) gaskonjski dijalekt, kojim govori Gaskonjaca, Oksitanaca u provinciji Gascogne. Poddijalekti: landais, béarnais (biarnese), i ariégeois u Francuskoj i baish aranés, mijaranés, naut aranés u Španjolskoj. Ponekad se još zbog velike razlike od drugih dijalekata smatra posebnim jezikom.[6]
  - 3) langedoški dijalekt, kojim govori Langedošana, Oksitanaca u provinciji Languedoc. Poddijalekti: bas-languedocien, languedocien moyen, haut-languedocien, guyennais.
  - 4) limuzinski dijalekt, kojim govori limuzinskih Oksitanaca u francuskoj provinciji Limousin. Poddijalekti, gornji i donji (haut-limousin, bas-limousin.)
  - 5) overnjanski dijalekt, najbrojniji Overnjanaca, Okcitanaca iz Auvergnea, Francuska. Poddijalekti: gornji i donji (haut-auvergnat, bas-auvergnat).
  - 6) provansalski dijalekt, dijalekt Provansalaca (Okcitanaca) u užem smislu. Poddijalekti: niçard (niçois), maritime (marseillais, toulonnais, varois), rhodanien (nimois).

## Vanjske poveznice

### Sestrinski projekti
|  | Zajednički poslužitelj ima još gradiva o temi okcitanski jezik |
|  | Wječnik ima rječničku natuknicu okcitanski jezik               |

### Mrežna sjedišta
- okcitanski jezik Hrvatska enciklopedija. LZMK
- LZMK / Proleksis enciklopedija: okcitanski jezik
- Ethnologue (16th)
- Wikipedija na oksitanskom jeziku
- Poetika i lirske vrste kod trubadura  Arhivirana inačica izvorne stranice od 21. travnja 2009. (Wayback Machine)